# Episymploce perakensis
Episymploce perakensis är en kackerlacksart som först beskrevs av Roth, L. M. 1985.  Episymploce perakensis ingår i släktet Episymploce och familjen småkackerlackor. Inga underarter finns listade i Catalogue of Life.